# Ivan Lavrač
Ivan Lavrač, slovenski ekonomist, predavatelj in akademik, * 11. februar 1916, Podlipovica, † 25. december 1992, Ljubljana.
Lavrač je deloval kot redni profesor za politično ekonomijo in zgodovino politične ekonomije na Ekonomski fakulteti v Ljubljani, po upokojitvi njen zaslužni profesor (1983) in nazadnje tudi izredni član Slovenske akademije znanosti in umetnosti (od aprila 1987). Poročen je bil z Olgo Lavrač (r. Rovan) (1920-1980)